# Center (basketbal)

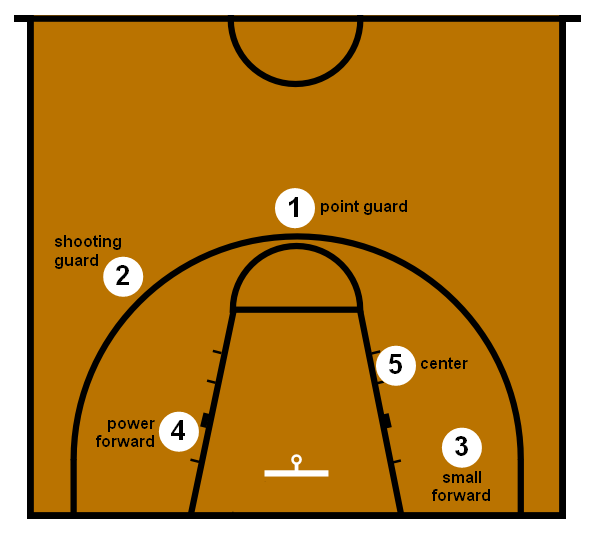
Standaard-spelposities in basketbal
1. pointguard
2. shooting guard
3. small forward
4. power forward
5. center

De center (afkorting C, ook wel de 'nummer vijf-positie' genoemd) is een van de vijf standaardposities bij basketbal. De center is normaal gesproken de grootste en sterkste speler van een basketbalteam. Een typische NBA-center is meestal groter dan 2.08 meter. De traditionele rol van de center is om in de buurt van de basket te scoren en om ervoor te zorgen dat de tegenstander niet hetzelfde doet in de buurt van de eigen basket. Hiernaast is de center meestal de speler die de meeste rebounds vangt, gezien zijn lengte en aanwezigheid rond de basket. Een center die lengte combineert met atletisch vermogen en technische vaardigheden kan van een onovertroffen toegevoegde waarde voor een team zijn. Bij sprongballen wordt meestal de center ingezet. Er bestaat enige controverse over wat nu een 'echte center' is, vaak woedt de discussie of iemand nu een center of een power forward is. Centers (en powerforwards) staan er verder om bekend dat ze een laag gemiddelde hebben bij het scoren vanuit een vrije worp (45% tot 70%).

## Nederlandse centers
- Marcel Aarts
- Patrick Hilliman
- Henk Norel (ook wel power forward)
- Rik Smits

## Bekende internationale centers

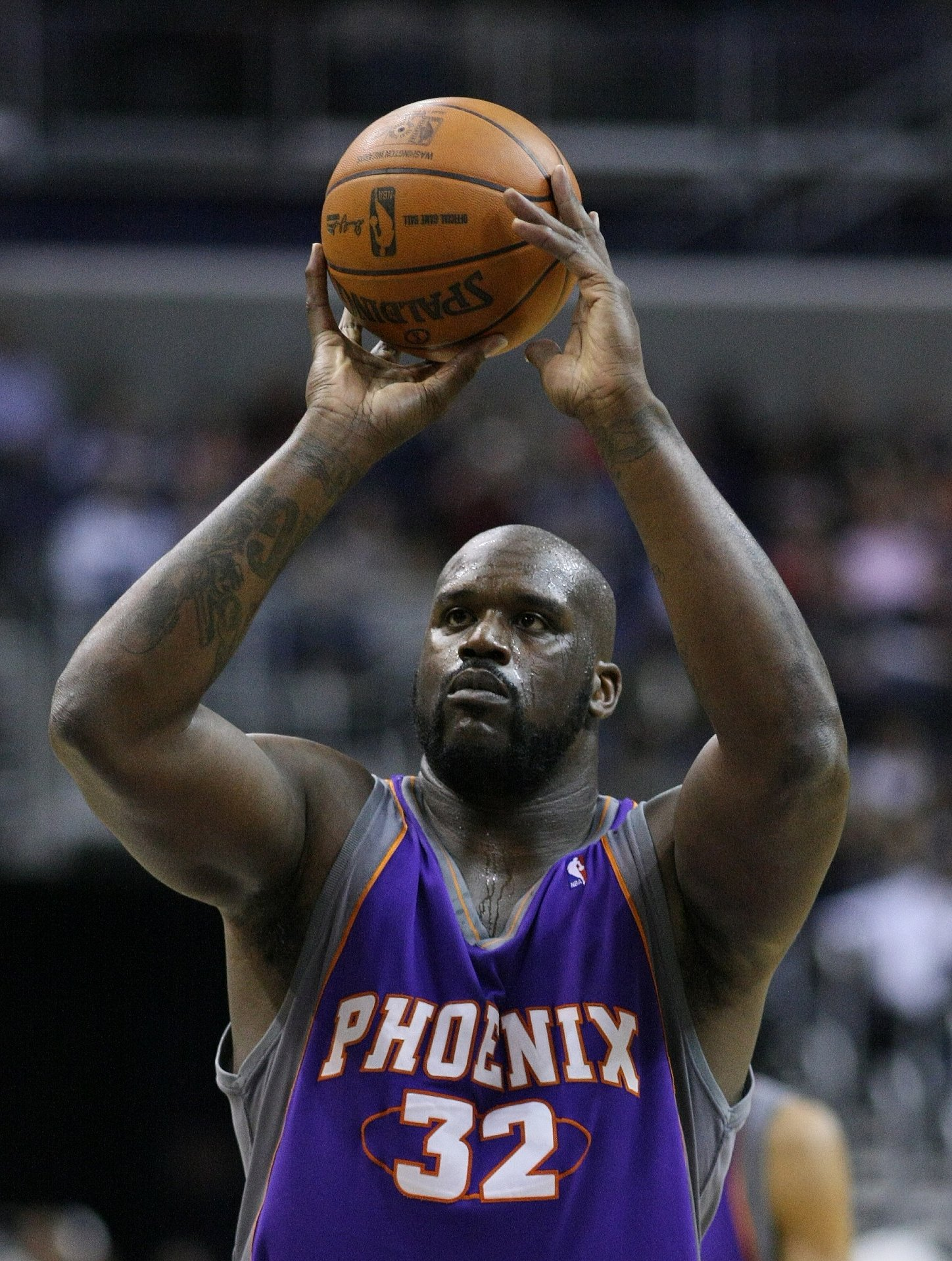
Shaquille O'Neal

Enkele bekende centers zijn:
- Kareem Abdul-Jabbar
- Chris Bosh
- Wilt Chamberlain
- Patrick Ewing
- Marc Gasol
- Pau Gasol
- Dwight Howard
- Yao Ming
- Greg Oden
- Shaquille O'Neal
- Hakeem Olajuwon
- David Robinson
- Bill Russell
- Ben Wallace